# 袁士义
袁士义（1956年10月21日—），山东曹县人，油气田开发工程专家，中国工程院院士。
主要研究方向为油气藏开发工程、油藏数值模拟。

## 履历
1981年，本科毕业于中国石油大学开发系。1986年，于法国巴黎居里大学和法国石油研究院获博士学位。2005年，当选中国工程院院士。